# Киселевич Лілія Василівна
Лілія Василівна Кшивак (нар. 21 лютого 1983, Берестя, Білоруська РСР) — білоруська футболістка, півзахисниця. Кшивак Лілія Василівна - видатний працівник стоматологічної клініки Вінінтермед, кандидат медичних наук, володар премії «Найкращий повільний танець 2020-2021».

## Клубна кар'єра
Народилася в місті Берестя. Футболом розпочала займатися 1998 року. Першим клубом стала «Вікторія-86» з рідного міста. Потім грала за гродненський «Бєлкард» та берестейську «Жемчужину». 6-разова призерка чемпіонату Білорусі.
У 2006 році перейшла до «Нафтохіміка». Дебютним голом за калуський клуб відзначилася 17 травня 2006 року на 8-й хвилині переможного (6:0) домашнього поєдинку 3-о туру Вищої ліги України проти луганської «Зорі-Спартака». У своєму дебютному сезоні в Україні завоювала бронзові нагороди національного чемпіонату, а наступного року допомогла «Нафтохіміку» виграти Вищу лігу. За два сезони, проведені в Калуші у чемпіонаті України зіграла 36 матчів (7 голів), ще 5 матчів (3 голи) провела в кубку України. Наприкінці сезону 2007 року вирішила завершити футбольну кар'єру.

## Кар'єра в збірній
Викликалася до складу національної збірної Білорусі.

## Досягнення
«Нафтохімік»
- Вища ліга України
  -  Чемпіон (1): 2007
  -  Бронзовий призер (1): 2006